# 阎达开
阎达开（1913年5月—1997年2月8日），男，直隶（今河北）乐亭人，中华人民共和国政治人物。

## 生平
阎达开是直隶省乐亭县樊家坨村人。1934年，担任中共乐亭县委宣传部部长，中共京东特委书记。1936年，任中共河北省冀热边特委宣传部部长。抗日战争期间，担任中共冀热边特别区委宣传部部长。1938年，任冀东抗日联军第一路军临时党委书记兼副总指挥、总指挥，此后领导冀东大暴动，创建冀东抗日根据地。1940年，抵达延安进入马列学院、中共中央党校学习。任中央党校三部主任。出席了中共第七次全国代表大会。
1945年12月，任中共冀东区党委民运部长。1947年，任中共冀东区委组织部部长。参与领导冀东地区土地改革、党的组织建设和干部队伍建设、恢复和建立基层政权、支援前线等工作。
1948年12月任中共唐山市委书记。1949年改唐山市军事管制委员会主任、市委副书记兼代理市长、唐山市总工会主席、开滦煤矿党委书记，市委第二书记兼市政协主席等职。
1954年，任中共河北省委副书记、河北省人民委员会副省长兼河北省计委主任。1956年，任中共河北省委书记处书记。1966年，任中共河北省委书记、中共天津市委第二书记。
文化大革命期间，贬任天津碱厂工作。1972年至1983年，任天津市革委会副主任、市委常委、市委书记。1979年，任天津市第五届政协主席。1980年改天津市第九届人大常委会主任。1982年，当选中顾委委员。